# Edeltrud Beer
Edeltrud Beer geborene Bistricky (* 10. September 1927 in Brünn) ist eine österreichische Paläontologin.
Beer wurde 1953 an der Universität Wien im Fach Paläontologie zum Dr. phil. promoviert. Sie erforschte unter anderem Gastropoden aus dem Jungtertiär. Bis 1977 war sie in der Türkei und Südafrika als Mikropaläontologin tätig. Später arbeitete sie in Wien. Sie beschrieb mehrere neue fossile Taxa.

## Veröffentlichungen
- Die miozänen Buccinidae und Nassariidae des Wiener Beckens und Niederösterreichs. In: Mitteilungen der Geologischen Gesellschaft. Band 49, 1956, S. 41–84 (zobodat.at [PDF; 2,9 MB]; zugleich Dissertation).